# Nikolai Pawlowitsch Bogolepow

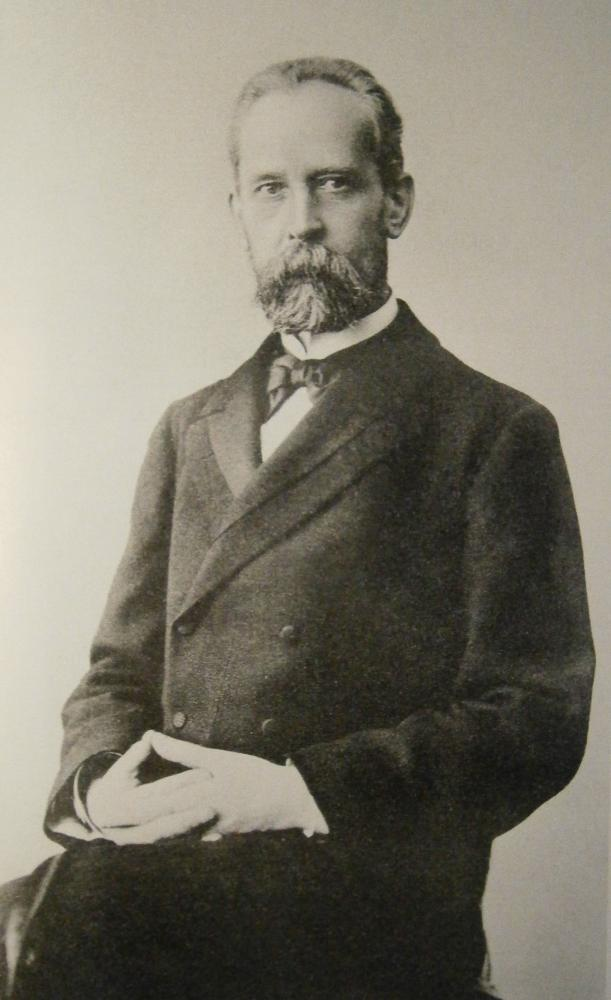
Nikolai Bogolepow

Nikolai Pawlowitsch Bogolepow (russisch Николай Павлович Боголепов; * 27. Novemberjul. / 9. Dezember 1846greg. in Serpuchow; † 2. Märzjul. / 15. März 1901greg. in Sankt Petersburg) war ein russischer Volksbildungsminister.

## Leben
Nikolai, der Sohn  des Chefs der Serpuchower Stadtpolizei Pawel Wassiljewitsch Bogolepow (1812–1864) und dessen Gattin Emilia Karlowna Filgaber, absolvierte 1864 das Erste Moskauer Gymnasium mit Auszeichnung und studierte an der Juristischen Fakultät der Kaiserlichen Moskauer Universität. Nach dem erfolgreichen Studienabschluss im Jahr 1868 blieb er als Junior-Professor für Römisches Recht an der Moskauer Universität und verteidigte dort seine Dissertation. Darauf durfte er seine Ausbildung zwei Jahre lang mit wissenschaftlichen Studien im Ausland abrunden. 1883–1887 und 1891–1893  war er Rektor der Moskauer Universität. Ab 1895 war er im Bildungsministerium für die Lehranstalten im Moskauer Schulbezirk verantwortlich und wurde 1898 Minister für Volksbildung. Als Minister ließ er einerseits zum Beispiel an Universitäten Studentenwohnheime bauen, unterdrückte aber andererseits Studentenunruhen im Reich: Im Jahr 1900 ließ er 183 Studenten der Kiewer Universität für ihre Teilnahme an einer Demonstration zur Strafe zum Militär einziehen und suspendierte einige oppositionelle Professoren vom Dienst. Am 27. Februar 1901 drang der Sozialrevolutionär Pjotr Karpowitsch aus Gomel, ein ehemaliger Student der Kaiserlichen Universität Dorpat und relegierter Jurastudent der Moskauer Universität, in die Sankt Petersburger Diensträume des Ministers vor und schoss auf ihn. Bogolepow wurde im Genick getroffen und starb zwei Wochen danach im Krankenhaus an einer Sepsis. Der Moskauer Friedhof  Dorogomilowskoje, auf dem Bogolepow die letzte Ruhe fand, wurde nach dem Kriege aufgegeben und Bogolepows sterbliche Überreste anno 1946 auf den Friedhof Wostrjakowo umgebettet. Im Jahr 2013 wurde dieses zweite Grab als herrenlos aufgegeben.

## Werke
- 1876 Diplomarbeit: Die Bedeutung des landesweiten Bürgerrechts (jus gentium) in der römischen klassischen Rechtswissenschaft (Wiley, 1876), russ. Значение общенародного римского права (jus gentium) в классической римской юриспруденции
- 1881 Dissertation: Die formalen Beschränkungen der Freiheit des Willens in der römischen klassischen Rechtswissenschaft (Wiley, 1881), russ. Формальные ограничения свободы завещаний в римской классической юриспруденции
- 1890, Moskau: Vorlesungsmaterialien zur Geschichte des Römischen Rechts, russ. Пособия к лекциям по истории римского права
- 1895, Moskau: Lehrbuch der Geschichte des römischen Rechts, russ. Учебник истории римского права

## Anmerkung
1. ↑  Die Strafmaßnahme war im Jahr zuvor von Finanzminister Witte verfügt worden (siehe auch Liste bekannter Attentate, erster Eintrag anno 1901).

| Personendaten    | Personendaten                                                                         |
| ---------------- | ------------------------------------------------------------------------------------- |
| NAME             | Bogolepow, Nikolai Pawlowitsch                                                        |
| ALTERNATIVNAMEN  | Боголепов, Николай Павлович (russisch); Bogolěpov, Nikolaj Pavlovič; Bogolepov, N. P. |
| KURZBESCHREIBUNG | russischer Minister für Volksbildung                                                  |
| GEBURTSDATUM     | 9. Dezember 1846                                                                      |
| GEBURTSORT       | Serpuchow                                                                             |
| STERBEDATUM      | 15. März 1901                                                                         |
| STERBEORT        | Sankt Petersburg                                                                      |